# Simira multiflora
Simira multiflora là một loài thực vật có hoa trong họ Thiến thảo. Loài này được (Lundell) E.Martínez & Borhidi mô tả khoa học đầu tiên năm 2006.